# Gà Mericanel della Brianza
Gà Mericanel della Brianza là một giống gà hoặc biến thể gà nhỏ (gà Bantam) có nguồn gốc từ vùng Lombardy, miền bắc nước Ý. Nó lấy tên theo tên của vùng Brianza một khu vực ở phía đông bắc của Milan. Đầu năm 2012, đây là giống bantam chính thức duy nhất được Ý công nhận. Hiện nay, số lượng giống gà nay vẫn thấp. Một nghiên cứu được công bố năm 2007 sử dụng một con số xấp xỉ 350 cho tổng số lượng giống, trong đó khoảng 50 là gà trống.

## Đặc điểm
Tám màu của giống gà này được công nhận cho các giống thuộc gà Mericanel della Brianza, bao gồm màu trắng, màu đen, màu bạc, màu vàng, pyle và màu đen đốm trắng. Da và chân giống gà này có màu vàng. Chúng có chiếc mồng đơn, với 5 điểm và một thùy phía sau rõ rệt. Các thùy tai có màu đỏ. Trọng lượng trung bình là 0,7–0,8 kg (1,5–1,8 lb) đối với gà trống, 0,6–0,7 kg (1,3–1,5 lb) đối với gà mái. Những quả trứng khác nhau từ kem đến nâu nhạt, và nặng khoảng 35 g.

## Lịch sử
Mericanel della Brianza được đặt tên theo Brianza, một khu vực địa lý đồi núi kéo dài về phía bắc và đông bắc của Milan, tại các tỉnh Monza e della Brianza, Lecco và Como, với một phần nhỏ của tỉnh Milan. Nó là một trong số ít giống lùn hoặc bantam ở Ý, một số khác là gà Mugellese và gà Pépoi. Mericanel della Brianza là giống gà truyền thống của Lombardy, và dường như được chọn lọc từ các giống lùn địa phương vào đầu những năm 1900. Sự chú ý gần đây từ các nhà lai tạo đã dẫn đến một giai đoạn công nhận, lựa chọn và phục hồi. Đầu năm 2012, giống Mericanel della Brianza là giống bantam duy nhất của Ý được chính thức công nhận bởi Federazione Italiana Associazioni Avicole, liên đoàn chăn nuôi gia cầm của Ý, tiêu chuẩn giống đã được phê duyệt vào năm 1996. 